# San Pedro Sur
San Pedro Sur también conocido como San Pedro o La Aguada es una localidad cercana a San Pedro Norte, es parte de la comuna de Río Hurtado, de la Provincia del Limarí, dentro de la Región de Coquimbo, se ubica en las orillas del Río Hurtadoademás que es conectada por la Ruta D-595, se encuentra a 5,2 km de Samo Alto (Ciudad más cercana) y a 62 km de la Conurbación de La Serena - Coquimbo (Capital regional). Cuenta con una población de 122 habitantes según el Instituto Nacional de Estadísticas, por lo tanto, sería un Caserío.

## Ubicación
San Pedro Sur está ubicado a 4,2 km de Samo Alto y a 62 km de la Conurbación de La Serena - Coquimbo, es únicamente conectada por la Ruta D-595 y es cercana a las localidades de Serón, San Pedro Norte y Samo Alto.